# Public Enemies
Kẻ thù quốc gia (tựa tiếng Anh: Public Enemies) là một bộ phim hình sự, hành động và tâm lý Mỹ của đạo diễn Michael Mann thực hiện, phim được công chiếu vào năm 2009. Public Enmies dựa theo một câu chuyện có thật cũng như dựa theo một quyển sách tựa đề "Public Enemies: America's Greatest Crime Wave and the Birth of the FBI, 1933–34" của nhà văn Bryan Burrough. Phim có sự tham gia của Johnny Depp, Christian Bale và Marion Cotillard.

## Nội dung
Bộ phim lấy bối cảnh nước Mỹ vào năm 1933, trong thời gian này có một băng cướp khét tiếng chuyên đi cướp ngân hàng là băng cướp của John Dillinger cầm đầu. Băng cướp này rất thông minh, khôn ngoan và nhanh nhẹn, họ luôn đi trước cảnh sát một bước. Mặc dù cảnh sát coi Dillinger là mối nguy hiểm nhưng người dân lại coi anh ta như người hùng, bởi vì Dillinger thường cướp những ngân hàng trục lợi từ dân nghèo. Giám đốc FBI J. Edgar Hoover giao nhiệm vụ bắt Dillinger cho Đặc vụ Melvin Purvis sau khi Purvis giết "Pretty Boy" Floyd.
Dillinger gặp cô nàng Billie Frechette tại nhà hàng, anh ta đã thích Frechette ngay từ cái nhìn đầu tiên, Dillinger tán tỉnh Frechette rồi mua tặng cô ta chiếc áo khoác lông. Dillinger và Frechette trở thành cặp đôi yêu nhau say đắm, Dillinger có tiết lộ mình là tên tội phạm đang bị truy nã, tuy nhiên Frechette vẫn yêu Dillinger. Đặc vụ Purvis dẫn vài người cảnh sát vào một căn hộ để tìm Dillinger, họ tin rằng Dillinger đang ở trong căn hộ đó, Đặc vụ Barton bị "Baby Face" Nelson bắn chết, sau đó Nelson tẩu thoát cùng Tommy Carroll. Purvis yêu cầu Hoover cử thêm cảnh sát chuyên nghiệp từ Texas đến Chicago hỗ trợ mình, ngày hôm sau, Purvis ra ga xe lửa đón hai Đặc vụ Charles Winstead và Clarence Hurt.
Dillinger đang ở Arizona cùng đồng bọn thì bị cảnh sát ập vào bắt, do khách sạn Congress có hỏa hoạn nên lính cứu hỏa gọi cho cảnh sát. Dillinger được đưa về Indiana, anh ta bị giam trong nhà tù Crown Point. Dillinger và người tù nhân Herbert Youngblood hợp tác đánh cảnh sát, cướp chìa khóa rồi trốn ra ngoài. Giờ đây Dillinger rất khó gặp được Frechette, cảnh sát luôn để ý Frechette và canh chừng quanh nhà Frechette hằng ngày như muốn chờ Dillinger đến. Dillinger dự định giúp Pierpont và Makley vượt ngục, nhưng "Red" Hamilton khuyên Dillinger rằng đó là điều không thể. Dillinger cùng đồng bọn tiếp tục đi cướp ngân hàng, họ tấn công ngân hàng Sioux Falls, lúc bỏ chạy bỗng dưng Carroll bị trúng đạn, cả nhóm phải bỏ Carroll lại. Đội của Purvis tra khảo Carroll về nơi ẩn náu của Dillinger, Carroll khai ra nhóm Dillinger đang ở Little Bohemia, Wisconsin. Ngay lập tức, đội của Purvis lên máy bay đến Wisconsin, họ nhìn thấy nhóm của Dillinger trong căn nhà gỗ trong rừng, các Đặc vụ đồng loạt nổ súng. Dillinger và Hamilton chạy vào rừng; còn Nelson, Ed Shouse và Homer Van Meter chạy đường khác. Sau đêm đó, đồng bọn Dillinger đều bị giết, chỉ có Dillinger còn sống.
Khi gặp lại Frechette, Dillinger nói anh ta sẽ cướp một ngân hàng nữa để có tiền cho cả hai trốn ra nước ngoài, Dillinger tính đi nhờ băng cướp Barker của Alvin Karpis giúp đỡ. Cảnh sát bắt được Frechette ngay sau khi Dillinger chở cô ta về nhà. Frechette bảo ông luật sư Louis Piquett chuyển lá thư của cô ta cho Dillinger, Frechette dặn Dillinger không cần phải giải cứu cô ta. Purvis yêu cầu một người quen của Dillinger là bà Anna Sage lừa Dillinger ra mặt, nếu bà Sage không chịu hợp tác thì sẽ bị trục xuất, bà Sage đành làm theo lời Purvis. Tối hôm đó, bà Sage rủ Dillinger đi xem phim, khi hết phim thì hai người ra về. Vừa ra khỏi rạp, Dillinger bị đội của Purvis bắn, trước khi chết Dillinger có thì thầm vài lời cho Đặc vụ Winstead nghe. Cái chết của Dillinger nhanh chóng được báo chí Mỹ đưa tin. Winstead đến nhà tù mà Frechette đang bị giam, ông ta bảo Frechette rằng những lời thì thầm của Dillinger chính là lời tạm biệt Frechette, Dillinger muốn Winstead nhắn lại Frechette.

## Diễn viên
- Johnny Depp vai John Dillinger
- Christian Bale vai Đặc vụ Melvin Purvis
- Marion Cotillard vai Billie Frechette
- Jason Clarke vai "Red" Hamilton
- Stephen Graham vai "Baby Face" Nelson
- Stephen Dorff vai Homer Van Meter
- Billy Crudup vai J. Edgar Hoover
- Stephen Lang vai Đặc vụ Charles Winstead
- David Wenham vai Harry "Pete" Pierpont
- James Russo vai Walter Dietrich
- Michael Vieau vai Ed Shouse
- Spencer Garrett vai Tommy Carroll
- Christian Stolte vai Charles Makley
- Channing Tatum vai Charles "Pretty Boy" Floyd
- Adam Clark vai Sport
- Branka Katic vai Anna Sage
- Giovanni Ribisi vai Alvin Karpis
- John Ortiz vai Phil D'Andrea
- Domenick Lombardozzi vai Gilbert Catena
- Lili Taylor vai Lillian Holley
- Michael Bentt vai Herbert Youngblood
- Peter Gerety vai Louis Piquett
- Leelee Sobieski vai Polly Hamilton
- Don Frye vai Đặc vụ Clarence Hurt
- Rory Cochrane vai Đặc vụ Carter Baum
- Madison Dirks vai Đặc vụ Warren Barton
- Rebecca Spence vai Doris Rogers
- Richard Short vai Đặc vụ Sam Cowley
- Randy Ryan vai Đặc vụ Julius Rice
- Adam Mucci vai Đặc vụ Harold Reinecke
- Shawn Hatosy vai Đặc vụ John Madala
- Kurt Naebig vai Đặc vụ William Rorer
- John Hoogenakker vai Đặc vụ Hugh Clegg